# Palaeoloxodon falconeri
Palaeoloxodon falconeri (Busk, 1867), conosciuto anche come elefante nano siciliano o elefante nano di Tilos, è una specie estinta di elefante endemico della Sicilia e dell'arcipelago maltese, strettamente imparentata con il moderno elefante asiatico.
Nel 1867 George Busk propose di denominare questa specie Elephas falconeri in onore di Hugh Falconer, il quale descrisse originariamente i più piccoli molari di questa specie come appartenenti ad Elephas melitensis. Questo elefante insulare, con un'altezza di soli 90 cm, fu un chiaro esempio di nanismo insulare. Gli antenati di P. falconeri raggiunsero molto probabilmente le isole del Mediterraneo durante le ere glaciali, quando il livello del mare si abbassò notevolmente.

## Distribuzione e habitat

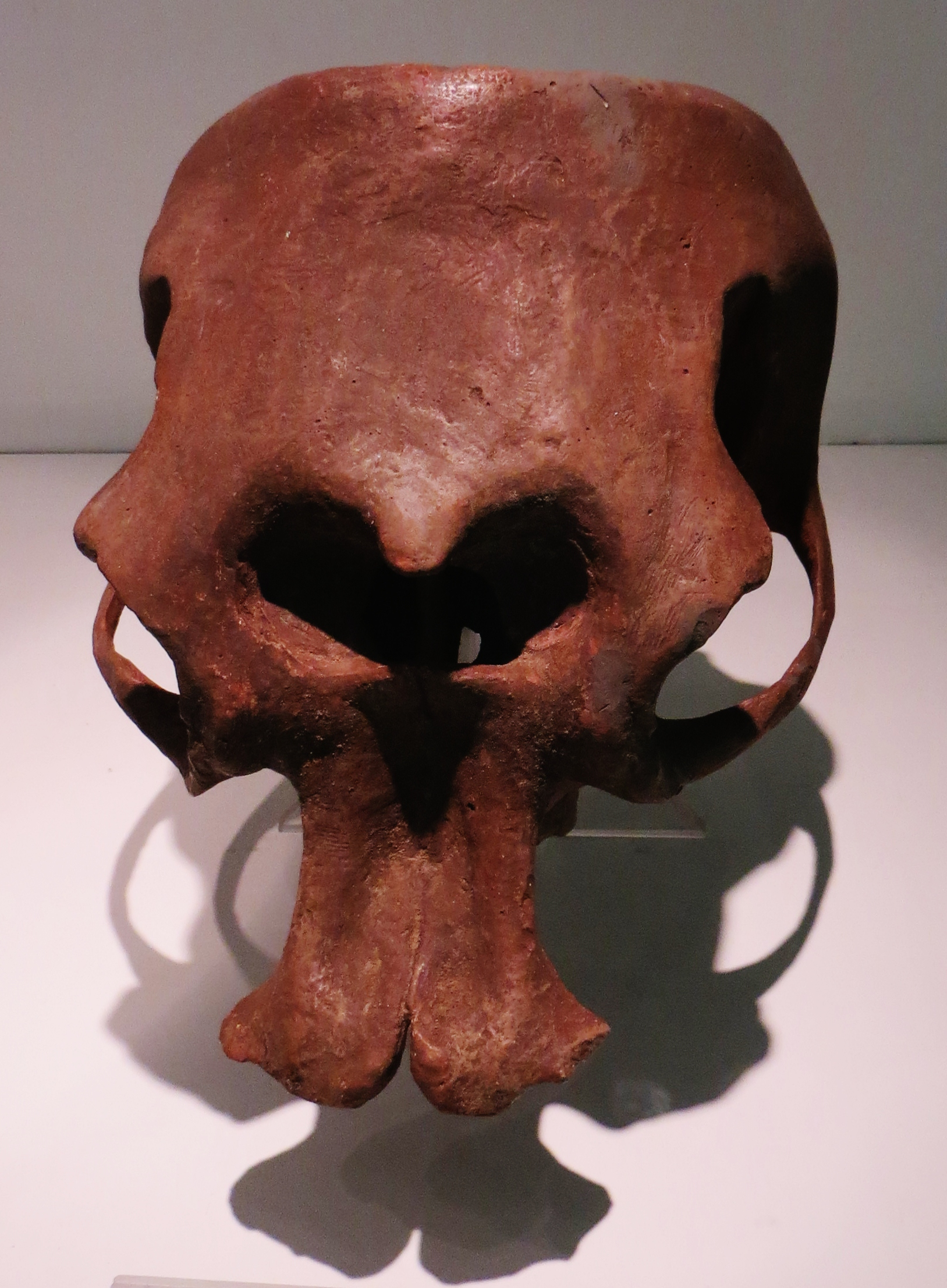
Cranio di Palaeoloxodon falconeri
Museo di storia naturale di Verona

Resti fossili attribuibili a questa specie sono stati ritrovati in Sicilia e nell'arcipelago maltese.
Fossili in ottimo stato furono trovati in una zona collinare chiamata Spinagallo, nei pressi di Avola e sono attualmente esposti al Museo archeologico Paolo Orsi di Siracusa.
Presso il Museo Civico di Storia Naturale di Comiso sono conservati ed esposti i resti fossili di questa specie che rappresentano la più antica popolazione dell'isola, rinvenuti nel territorio di Comiso e di Ragusa (Laura Bonfiglio e Gianni Insacco, 1992).
Anche presso il Museo civico di storia naturale di Milano di Milano sono presenti reperti fossili di elefante nano.

## Tassonomia
Palaeoloxodon falconeri  è il primo elefante nano il cui DNA sia stato analizzato: i risultati hanno provato definitivamente le ipotesi secondo le quali il genere Palaeoloxodon sia più vicino al genere Elephas che ai generi Loxodonta o Mammuthus.

## Nella cultura di massa
- Palaeoloxodon falconeri appare nel film del 2012 Viaggio nell'isola misteriosa.
- L'elefante nano è uno dei 36 animali che si possono ricreare nel videogioco Zoo Tycoon 2: Extinct Animals.
- Una ricostruzione dell'animale è presente al Parco Natura Viva.